# هاري كيرك
هاري كيرك (بالإنجليزية: Harry Kirk)‏ (25 أغسطس 1944 في المملكة المتحدة - ) هو لاعب كرة قدم بريطاني في مركز جناح ‏. لعب مع ستوكبورت كونتي وسكونثورب يونايتد ونادي دمبرتون ونادي فالكيرك ونادي ميدلزبره ونادي هارتلبول يونايتد وأي كي سيريوس ونادي لانارك الثالث ودارلينجتون إف سى.

## وصلات خارجية
- هاري كيرك على موقع قاعدة بيانات كرة القدم.إي يو (الإنجليزية)